# Kapsomer

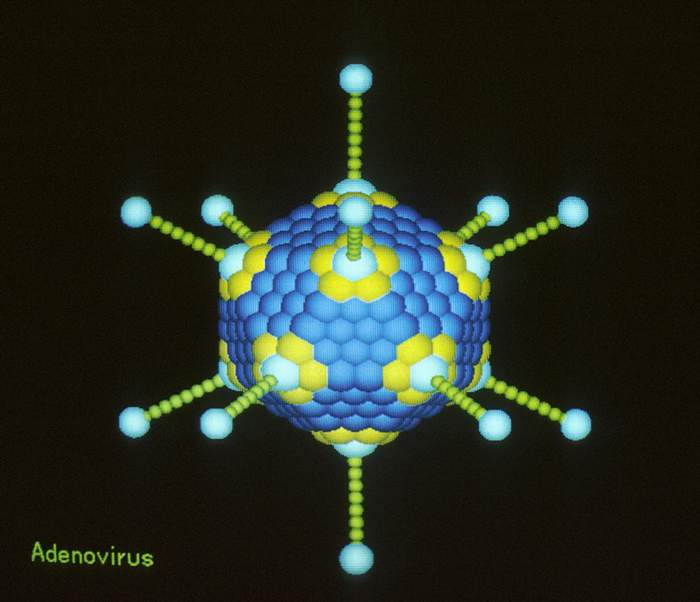
Kapsid des Adenovirus mit den einzelnen Kapsomeren

Ein Kapsomer (Kofferwort aus Kapsid und Monomer) ist eine aus Proteinen bestehende Untereinheit, aus dem sich das Kapsid von Viren zusammensetzt.

## Eigenschaften
Kapsomere können nach der Symmetrie der Multimerisierung in verschiedene Typen eingeteilt werden. Die ikosaedrischen Kapsomere bilden einen 20-flächigen Polyeder mit 12 Schnittpunkten und kommen an den Schnittpunkten als pentagonale (mit 12 Pentonen) oder hexagonale (mit einer variierenden Anzahl an Hexonen) Formen vor. In der Mitte jeder der zwanzig Flächen ist gelegentlich eine Pore. Die helikalen Kapsomere (Protomere) sind oftmals keilförmig und bilden ein schraubenförmiges Kapsid. Die komplexen Kapsomere besitzen unterschiedliche Formen, z. B. bei Kapsiden von Pockenviren, HIV oder Rhabdoviren. 
Durch die symmetrische Anordnung von gleichen Proteinen wird das virale Genom verkleinert, da nur ein oder wenige Gene die Proteine für das Kapsid codieren, was im Zuge einer Immunevasion dem Immunsystem weniger Angriffsmöglichkeiten bietet. Manche Kapsomere besitzen zusätzlich zur Verpackungsfunktion eine Rezeptorfunktion und eine fusogene Funktion.

## Anwendung
Kapsomere werden in virusartigen Partikeln zu Impfzwecken eingesetzt.